# Asthenargus major
Asthenargus major là một loài nhện trong họ Linyphiidae.
Loài này thuộc chi Asthenargus. Asthenargus major được Herman Theodor Holm miêu tả năm 1962.